# Spiker Izby Reprezentantów Stanów Zjednoczonych
Spiker Izby Reprezentantów Stanów Zjednoczonych (ang. Speaker of the United States House of Representatives) – przewodniczący Izby Reprezentantów (izby niższej amerykańskiego Kongresu). Ponieważ przewodniczącym Senatu jest z urzędu wiceprezydent, spiker jest najwyżej postawionym członkiem Kongresu.
Spiker jest jednym z najwyżej postawionych i najbardziej wpływowych amerykańskich polityków. Uznawany jest za trzecią osobę w państwie (po prezydencie i wiceprezydencie), albowiem uplasowany jest na drugim miejscu w linii sukcesji prezydenckiej (zaraz za wiceprezydentem), aczkolwiek nigdy żaden spiker nie przejął na jej mocy urzędu prezydenta, a tylko jeden spiker w historii, były, został na to stanowisko wybrany (James Knox Polk).

## Obsadzenie stanowiska
Kiedy spiker opuszcza swoje stanowisko (np. nie ubiega się o ponowny wybór lub rezygnuje), a jego partia utrzymuje kontrolę nad izbą, wtedy naturalnie to ona wyznacza następcę.
W większości przypadków w XX wieku zostawał nim wtedy lider większości. Np:
- Lider większości Henry T. Rainey po ustąpieniu spikera Johna Nance'a Garnera, kiedy ten został wybrany wiceprezydentem
- Lider większości John W. McCormack po śmierci spikera Sama Rayburna
- Lider większości Carl Albert po odejściu na emeryturę McCormacka
- Lider większości Tom Foley po rezygnacji z mandatu w trakcie kadencji spikera Jima Wrighta.

Nie zawsze jednak tak się działo, nawet jeżeli partia utrzymywała większość. Po rezygnacji z ponownego objęcia miejsca w Izbie przez spikera Newta Gingricha, który postanowił odejść wobec rosnącej niepopularności i złych wyników partii, o które go obwiniano, naturalnym kandydatem mógł wydawać się lider większości Dick Armey, albo, następni w kolejce, whip Tom DeLay czy przewodniczący komisji ustawodawczej, wymieniany najczęściej w tym kontekście, Bob Livingston. Jednakże wybór padł na stosunkowo mało znanego i wpływowego Dennisa Hasterta z Illinois, który był zastępcą whipa. Wybór ten uzasadniano tym, iż Armey, DeLay i Livingstone zbyt kojarzyli się z bliską współpracą z niepopularnym Gingrichem.
Zazwyczaj też przywódca mniejszości, jeżeli jego partia zdobywa większość, automatycznie zostaje spikerem (jak Joseph William Martin w 1947 oraz 1953). W wypadku zaś utraty większości, ale pozostania w Izbie, utrzymuje przywództwo zostając liderem mniejszości (jak Martin czy Rayburn). Po wyborach kongresowych w 2006, na początku 2007 roku spikerem została dotychczasowa lider mniejszości demokratycznej Nancy Pelosi, pierwsza kobieta na tym stanowisku i zarazem pierwszy członek Partii Demokratycznej, który został spikerem od 1995.
Po przejęciu przez republikanów kontroli nad Izbą w 1995 ich ostatni lider mniejszości nie mógł objąć funkcji, albowiem Robert H. Michel z Illinois, bo o nim mowa, nie ubiegał się o ponowny wybór. Przywódcą republikanów, który przejął przewodnictwo izby, był Newt Gingrich.

## Władza i znaczenie spikera
Spiker, którego urząd został ustanowiony przez konstytucję, jest wybierany spośród członków Izby. Zawsze jest członkiem partii, która posiada aktualnie większość. Może być odwołany przez izbę.
Spiker jest ponadto przywódcą większości w swej partii, jakkolwiek w błąd może wprowadzać nazwa Przywódcy Większości w Izbie, który jest postawiony niżej (inaczej rzecz ma miejsce w Senacie).
Jego pozycja jest wysoka z urzędu, ale znaczenie i władza poszczególnych spikerów bywała rozmaita. Oto kilka charakterystycznych przykładów:
- Newt Gingrich (republikanin z Georgii), który przewodniczył Izbie w latach 1995–1999, uważany był nie tylko za przewodniczącego Izby, ale i lidera całej większości republikańskiej w Kongresie oraz czołową postać Partii Republikańskiej w okresie kiedy po raz pierwszy miała od ponad 40 lat większość w obu izbach, podczas gdy w Białym Domu urzędował demokrata Bill Clinton (to on był głównym organizatorem i ideologiem tzw. Republikańskiej Rewolucji). Był więc w ocenie wielu najważniejszą osobą w państwie po prezydencie. Większość republikańska w Kongresie i Biały Dom były w owym czasie w stałym konflikcie na tle kontroli polityki wewnętrznej kraju
- Podobnie rzecz się miała ze spiker Nancy Pelosi i prezydentem George’em W. Bushem
- Tip O’Neill (demokrata z Massachusetts), spiker w latach 1977–1987 (najdłużej zajmująca tę funkcję osoba zaraz po Rayburnie), stał na czele Izby i jej większości w okresie 6 lat prezydentury Ronalda Reagana i uważany był wręcz za przywódcę liberalnej opozycji wobec konserwatywnej polityki prezydenta
- Wyżej wymieniane przypadki określano potocznie mianem kohabitacji, kiedy siłą rzeczy władzą musieli się dzielić spiker, który był liderem Kongresu i opozycji, i prezydent. Ten ostatni sprawuje dalej władzę wykonawczą, ale jego pole manewru jest ograniczone przez władzę ustawodawczą
- Sam Rayburn (demokrata z Teksasu), spiker w latach 1940–1947, 1949–1953 oraz 1955–1961 uważany był za najbardziej efektywnego spikera w historii, ale nie był pierwszoplanową postacią, ponieważ w tym okresie demokraci prawie zawsze obsadzali stanowisko prezydenta, a to on jest nieformalnym przywódcą swej partii. Nawet w krótkim okresie 1955–1961 za ich lidera uchodził dwukrotny kandydat na prezydenta Adlai Ewing Stevenson II
- Inaczej niż wpływowi spikerzy pokroju Gingricha czy O’Neilla, wielu ich kolegów z racji piastowania tego urzędu, jak np. John W. McCormack, uchodziło za mniej znaczących i wpływowych od prezydenta ze swojej partii, który, jak już się rzekło, przewodził całej swojej partii, a więc i większości na Kapitolu, używając jej jako bazę dla swoich rządów. Jeszcze inni, jak np. Carl Albert, choć byli znacznie bardziej wpływowi, nie byli uważani za naturalnych liderów stronnictwa w czasie, gdy Biały Dom był w rękach politycznej konkurencji
- Czasami też dochodziło do sporów i rywalizacji między spikerem i prezydentem z jednej partii.

## Sukcesja prezydencka

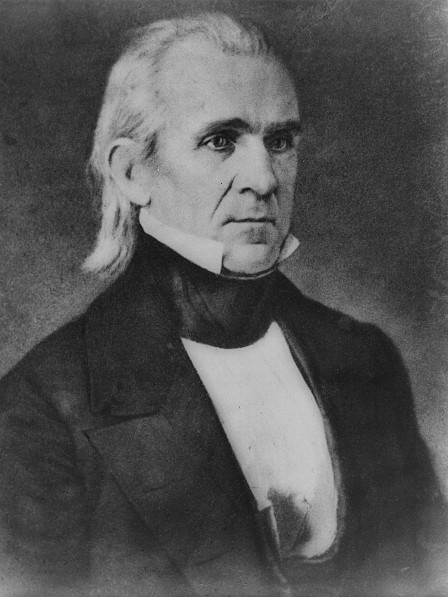
James Knox Polk (D-TN), spiker w latach 1835-1839, jedyny który został potem prezydentem (1845-1849)

Obecnie (od 1947 roku) spiker Izby jest drugą osobą w linii sukcesji (początkowo był trzeci za przewodniczącym „pro tempore’’ w wyniku uchwalenia pierwszego prawa o sukcesji w 1792). Jednakże w 1886 wyeliminowano obu kongresowych liderów z linii, czyniąc pierwszym, przed innymi członkami gabinetu, sekretarza stanu.
Dotychczas żadna osoba poza wiceprezydentem ani nie „odziedziczyła” prezydentury, ani też nie została p.o. prezydenta. Jedynym byłym spikerem wybranym potem na najwyższe stanowisko był James Knox Polk.